# Спарта (Огайо)
Спарта (англ. Sparta) — селище (англ. village) в США, в окрузі Морроу штату Огайо. Населення — 121 особа (2020).

## Географія
Спарта розташована за координатами 40°23′40″ пн. ш. 82°41′59″ зх. д. / 40.39444° пн. ш. 82.69972° зх. д. (40.394433, -82.699648).  За даними Бюро перепису населення США в 2010 році селище мало площу 0,22 км², уся площа — суходіл.

## Демографія
Згідно з переписом 2010 року, у селищі мешкала 161 особа в 65 домогосподарствах у складі 46 родин. Густота населення становила 716 осіб/км².  Було 76 помешкань (338/км²).
Расовий склад населення:
| - 95,7 % — білих - 1,9 % — чорних або афроамериканців |

До двох чи більше рас належало 1,9 %. Частка іспаномовних становила 0,6 % від усіх жителів.
За віковим діапазоном населення розподілялося таким чином: 25,5 % — особи молодші 18 років, 60,2 % — особи у віці 18—64 років, 14,3 % — особи у віці 65 років та старші. Медіана віку мешканця становила 40,6 року. На 100 осіб жіночої статі у селищі припадало 78,9 чоловіків;  на 100 жінок у віці від 18 років та старших — 71,4 чоловіків також старших 18 років.
Середній дохід на одне домашнє господарство  становив 46 646 доларів США (медіана — 40 625), а середній дохід на одну сім'ю — 51 568 доларів (медіана — 53 125). Медіана доходів становила 37 500 доларів для чоловіків та 43 125 доларів для жінок. За межею бідності перебувало 19,3 % осіб, у тому числі 20,4 % дітей у віці до 18 років та 9,1 % осіб у віці 65 років та старших.
Цивільне працевлаштоване населення становило 68 осіб. Основні галузі зайнятості: освіта, охорона здоров'я та соціальна допомога — 25,0 %, оптова торгівля — 16,2 %, транспорт — 10,3 %, виробництво — 10,3 %.